# 精忠报国 (1972年电影)
《精忠报国》，是1972年易文执导兼编剧、葛香亭等出演的电影作品，该电影主要讲述的是岳飞被诬陷，然后用自己的努力去证明自己的故事。该作是易文执导的最后一部电影。

## 電影內容
南宋时期，岳飞的家庭很贫穷，但是在老师等人的帮助下，学习了很多知识，并在成年后金榜题名，和縣主的女兒李孝娥结婚。
之后小梁王诬陷岳飞，而宗泽知道后，通过调查，于是让岳飞去剿匪，从而让其将功赎罪。
而后，岳飞和湯懷大败匪徒，立下功劳。

## 演员
- 陳鴻烈
- 葛香亭
- 田鹏
- 万重山
- 曹健
- 高明
- 龚秋霞
- 游龙
- 山茅
- 韩湘琴

## 備註
1. ↑  黄仁. . 2004年.
2. ↑  陈飞宝. . 2008年.
3. ↑  林贊庭. . 2003年.
4. ↑  李道新. . 2005年.
5. ↑  Ain-ling Wong. . 2002年.

## 外部連結
- 豆瓣电影上《精忠报国》的資料 （简体中文）
- 香港影庫上《精忠报国》的資料（繁體中文）
- 互联网电影数据库（IMDb）上《精忠报国》的资料（英文）